# Betsy Culp
Julia Bertha (Betsy) Culp (Groningen, 19 januari 1883 – Laren, 17 maart 1976 ) was een Nederlands pianiste. Ze is een nicht van zangeres Julia Culp, dier zus Betsy Rijkens-Culp en nicht uit een andere tak Juliette Culp.

## Achtergrond
Betsy werd geboren binnen het gezin van musicus van het Groningse orkest De Harmonie Eliazar Culp en Julia Cohen. Ze trouwde in 1923 in Chicago met haar zangpartner Louis Dornay (werkelijke naam Louis Goldsteen), die in 1940 overleed. Het eind van haar leven bracht ze door in het Rosa Spierhuis, alwaar ze viel en haar heup brak. Ze werd daarom opgenomen in het Sint-Jansziekenhuis in Laren, alwaar ze overleed.

## Muziek
Haar muziekopleiding begon in Groningen zelf bij Cor Kuiler, een collega van haar vader. Ze studeerde verder aan het Conservatorium van Keulen bij Max van de Sande, ze slaagde daar met de hoogste onderscheiding. Haar eerste optreden vond plaats toen zij elf jaar oud was (1895); ze speelde een pianosolo van Ludwig van Beethoven in een zaal in Meppel. De avond werd gevuld met het orkest van haar vader, waarin vier van zijn broers speelden. Ze was toen nog dermate klein, dat haar vader haar moest ondersteunen met het pedaalwerk. In 1901 was ze te horen in diverse concerten, waaronder een met het De harmonie onder leiding van Marius van 't Kruis, alwaar ze een pianoconcert van Frédéric Chopin en een Polonaise in E van Franz Liszt uitvoerde. In dat jaar begon ze ook met lesgeven vanuit Oude Kijk-in 't Jatstraat. In 1903 vertrok ze naar de Verenigde Staten om in 1911 terug te keren en in 1913 weer terug te gaan. Even later verhuisde ze naar Berlijn om onder andere les te geven aan het Stern Conservatorium. In 1915 was ze privédocente in Den Haag, samen met Louis Dornay (echte naam Louis Goldsteen), een tenor van de Fransche Opera aldaar. Ze gaven ook samen concerten in en om Den Haag. Dat mondde uit in een concert op 23 mei 1915 in het Concertgebouw in Amsterdam. Het echtpaar vertrok naar de Verenigde Staten alwaar zij enige tijd werkte aan het Damrosch Conservatorium. In 1925 maakte het echtpaar zich op voor een tournee door Nederlands-Indië, die wisselende kritieken opleverde en volgens Dornay elke avond wel een nat pak vanwege de warmte. Na de tournee keerde het stel terug naar de Verenigde Staten om te kijken of een herhaling van een Indische tournee mogelijk was. Rond die tijd kwam ook de Dornay-Culp Studio van de grond, alwaar talloze artiest optraden. In 1930 speelde het echtpaar tijdens een Prinsesse-avond voor prinses Juliana. In 1953 trok ze zich tijdelijk terug uit het concertleven. In 1963 maakte zij op haar tachtigste haar televisiedebuut. In de jaren daarna was ze zo af en toe op de televisie te zien. In 1968 hield ze een schriftelijk pleidooi voor behoud van de concertzaal van De Harmonie in Groningen. Haar definitieve afscheid van het concertpodium volgde in 1967 met het Noordelijk Filharmonisch Orkest. In 1970 was ze even terug op het podium; dit maal speelde ze in De Doelen en trad als "Nederlands oudste" pianiste op met "Nederlands jongste" violiste Marjolein de Sterke. In 1972 kwam haar eerste en tevens laatste elpee uit, uiteraard met muziek van Chopin, haar lievelingscomponist.  